# Iwan III. (Russland)

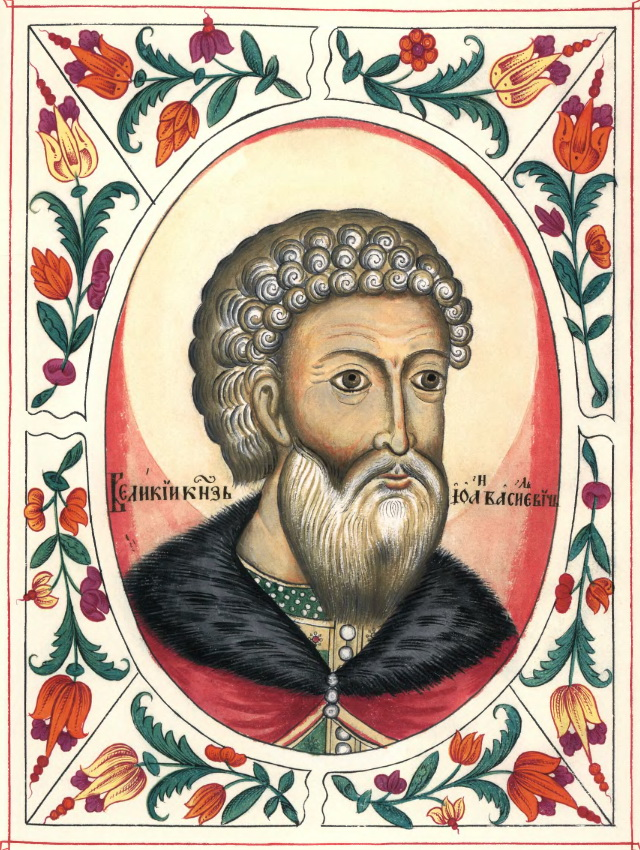
Iwan III., Darstellung aus dem 17. Jahrhundert

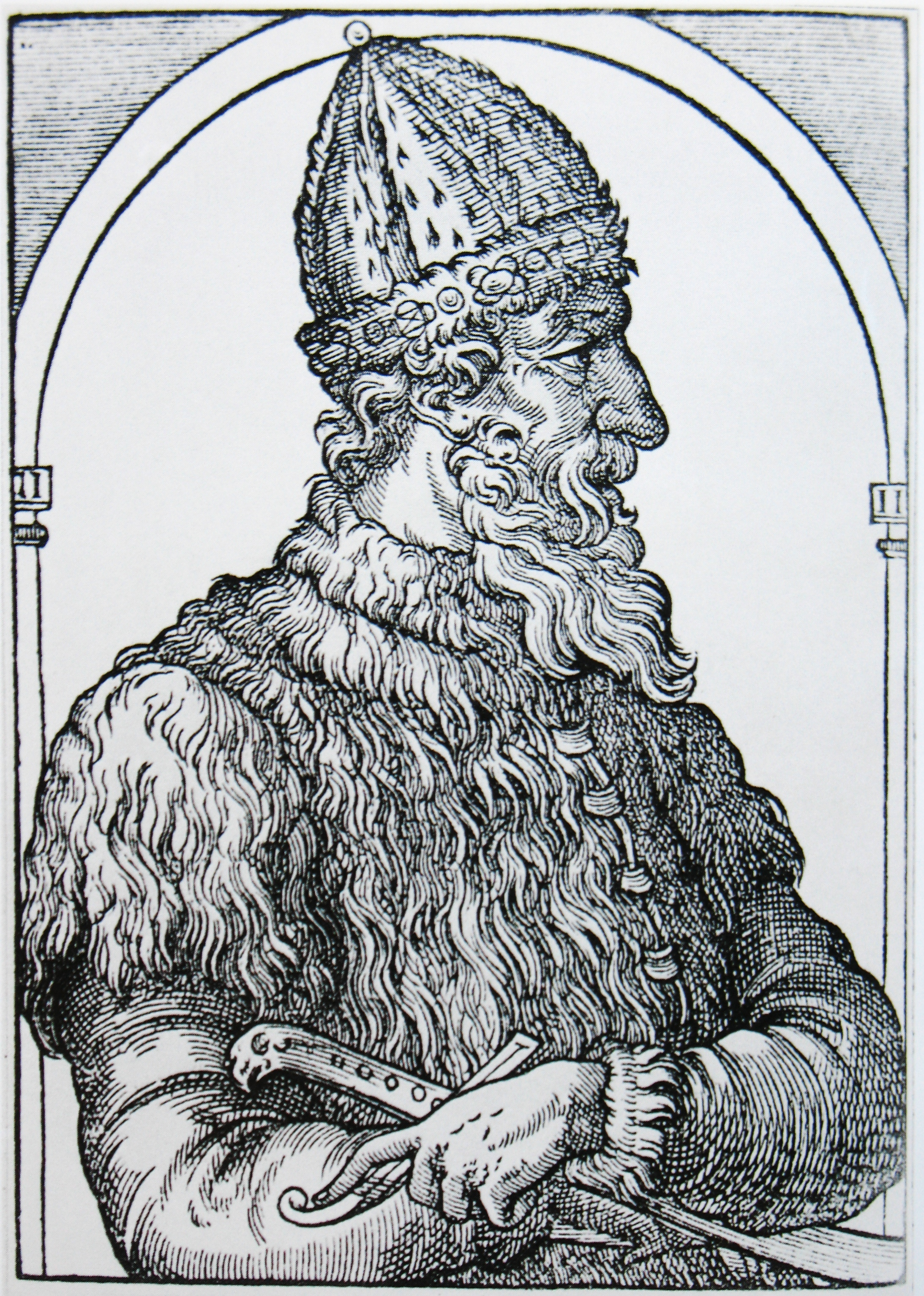
Zar Iwan III. der Große

Iwan (Ioann) III. Wassiljewitsch (russisch Ива́н (Иоа́нн) III Васи́льевич), genannt Iwan III. der Große (russisch Ива́н III Вели́кий; * 22. Januar 1440 in Moskau; † 27. Oktober 1505 ebenda), war von 1462 bis 1505 Großfürst von Moskau. Sein Vater war Wassili II. der Blinde. In den letzten fünf Lebensjahren seines Vaters war er ca. ab 1457 bereits Mitregent. Während seiner 43 Jahre langen Herrschaft entstand durch Erwerbungen und Eroberungen ein einheitliches Russisches Reich, das die jahrhundertelange Oberherrschaft der Goldenen Horde abschütteln konnte und zur osteuropäischen Großmacht aufstieg. Neben Reformen der Gesetzgebung und des Heeres schuf er neue ideologische Grundlagen für den Staat. In die Herrschaftszeit Iwans III. fällt die Errichtung des heutigen Moskauer Kreml und seiner wichtigsten Sakralbauten.

## Expansionspolitik
Iwan III. nannte sich als Rurikide und als Inhaber des Großfürstentitels „Herrscher der ganzen Rus“ (russisch государь всея Руси) und betrieb vom Beginn seiner Herrschaft an die „Sammlung der russischen Erde“, eine Politik, die auf die Überwindung der feudalen Zersplitterung und eine Stärkung Russlands abzielte. Durch seine geschickte Strategie konnte er die Republik Nowgorod, die ihm als Großfürsten formal unterstand, de facto jedoch eine unabhängige und prolitauische Politik betrieb, militärisch besiegen und seinem Reich angliedern. Auch das Fürstentum Twer und andere benachbarten russischen Ländereien gingen in seinem Reich auf. Ebenso wurde die Republik Wjatka 1489 erobert und angegliedert. Es folgten starke Bevölkerungsumsiedlungen, die die Bildung alter, kleinstaatlicher Strukturen verhindern sollten. Die Republik Pskow und das Fürstentum Rjasan behielten zunächst ihre Eigenständigkeit, befanden sich jedoch in starker Abhängigkeit vom Moskauer Großfürsten.

## Unabhängigkeit
Iwan III. verweigerte nach dem Sieg in der Schlacht von Alexin ab 1472 die jahrhundertealten Tributzahlungen an die Tataren. Die Goldene Horde hatte sich in mehrere Staaten aufgeteilt, von denen der größte die Große Horde war. 1480 standen sich das russische Heer und das Heer der Großen Horde mehrere Wochen lang im Stehen an der Ugra zur Entscheidungsschlacht gegenüber. Die Tataren zogen sich schließlich zurück und gaben kampflos ihre Herrschaft auf.

## Titel und Ideologie

Iwan III. übernahm den kaiserlichen Doppeladler ab 1487. Damit knüpfte er an die Tradition des Römischen Reiches an.

Nach der Eroberung von Byzanz durch die osmanischen Türken (1453) war eine große Zahl orthodoxer Kirchenmitglieder nach Russland eingewandert. Es war damals die einzige christlich-orthodoxe Großmacht, die nicht durch islamische Eroberer besetzt war. Um die Gunst Iwans bemüht, akzeptierten die Einwanderer die bereits unter den Russen existierende Vorstellung, Russland solle das Erbe von Byzanz als Hüter der Orthodoxie übernehmen. Sie ergänzten es sogar um die gern angenommene These, dass Russland das Dritte Rom sei. Das „Erste Rom“ war aus orthodoxer Sicht vom rechten Glauben abgekommen und das „Zweite Rom“ – Byzanz – konnte diese Funktion nicht mehr wahrnehmen, weil es einerseits 1439 in der Hoffnung auf Hilfe gegen die Türken das römisch-katholische Papsttum anerkannt hatte und andererseits inzwischen von den Türken erobert war.

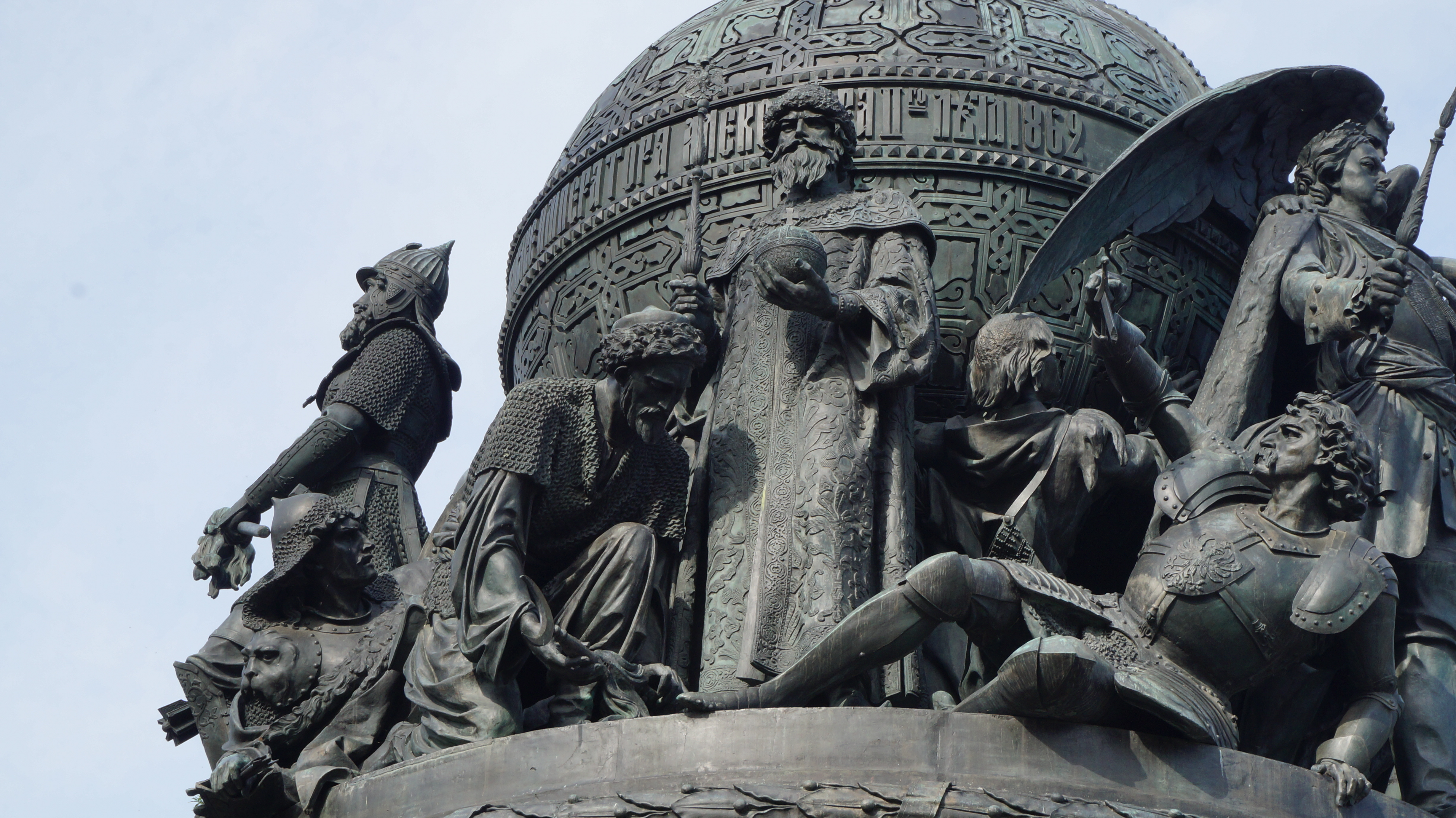
Iwan der Große auf dem Nationaldenkmal Tausend Jahre Russland in Nowgorod

Ganz im Sinne dieser Theorie heiratete Iwan III. 1472 Sofia (Zoe) Palaiologos, die Nichte des letzten oströmischen Basileus Konstantin XI. Palaiologos. Unter dem Vorwand, dass der Patriarch von Konstantinopel, der zu dem Zeitpunkt in türkischer Gewalt war, die Krönungszeremonie nicht vollziehen könne, nahm er 1478 als erster russischer Großfürst den Titel Zar an. Er und seine Nachkommen als Großfürsten von Moskau und russische Zaren führten fortan den Titel „Bewahrer des byzantinischen Throns“, da sie sich als Nachfolger der nicht mehr existierenden byzantinischen Kaiser  betrachteten. „Zar“ ist von lat. „Caesar“ bzw. griech. „Kaisar“ (siehe auch Kaiser) abgeleitet und wurde über die südslawischen Sprachen ins Russische übernommen. Der erste gekrönte Zar war allerdings erst sein Enkel Iwan IV. „der Schreckliche“.
Auch den autokratischen Führungsstil und einige Verwaltungsstrukturen übernahm Iwan III. von Byzanz. Seine Herrschaft stellte den Beginn der Moskauer Autokratie dar. Die russische Entsprechung des griechischen Begriffs αυτοκράτης „Autokrat“, Samoderschez (russ. самодержец), stellte ein häufig verwendetes Ehrenattribut Iwans III. dar.
Iwan III. sah sein Reich nicht nur als Nachfolger von Byzanz, sondern auch der Kiewer Rus. Er bekräftigte seinen Anspruch auf alle ihre ehemaligen Gebiete mit dem Titel „Herrscher der ganzen Rus“.

## Außenpolitik
Iwan III. führte mehrere erfolgreiche Kriege gegen das Großfürstentum Litauen. Dabei kam ihm zugute, dass viele russisch-orthodoxe Fürsten innerhalb Litauens (z. B. in den Fürstentümern der oberen Oka) in den Dienst Moskaus treten wollten, da sie in Litauen benachteiligt und zur Anerkennung einer Kirchenunion mit Rom gedrängt wurden. Insbesondere nach der Schlacht von Wedroscha musste Litauen Moskau ein Drittel seiner (überwiegend russischen) Gebiete abtreten. Das Russische Reich expandierte dadurch beträchtlich nach Süden, bis nach Tschernigow und an den Dnepr. 1494 verheiratete Iwan seine Tochter Helena mit dem Großfürsten Alexander von Litauen.

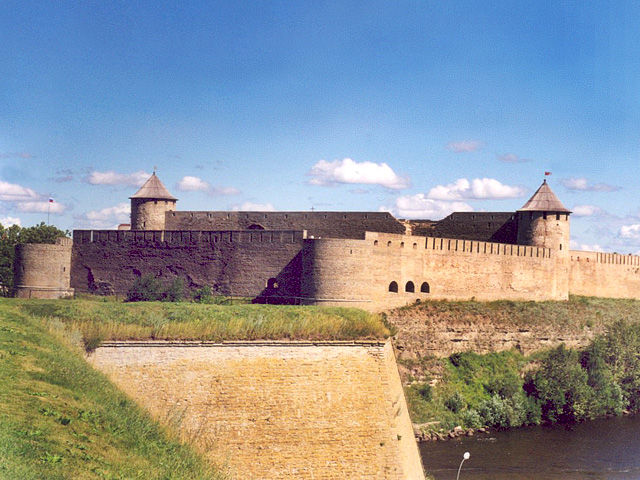
Festung Iwangorod

1481 führte Iwan III. einen erfolgreichen Krieg gegen die Livländische Konföderation. 1494 schloss er das Kontor der Hanse, den Peterhof in Nowgorod. Die Festung Iwangorod wurde zur Sicherung des strategisch wichtigen Meereszugangs errichtet und sollte Iwans Ambitionen Livland gegenüber bekräftigen.
Durch einen Feldzug gegen das Khanat Kasan 1487 konnte Iwan III. diesen Splitterstaat der Goldenen Horde, der Russland immer wieder mit Feldzügen bedrohte, zu seinem Vasallenstaat machen und für mehrere Jahrzehnte befrieden. Mit dem Khanat der Krim unterhielt er freundschaftliche Beziehungen und eine strategische Allianz gegen das Großfürstentum Litauen und die Große Horde.
Insgesamt konnte Iwan III. in den 45 Jahren seiner Herrschaftszeit das Gebiet, das Moskau unterstand, vervierfachen.

## Bautätigkeit

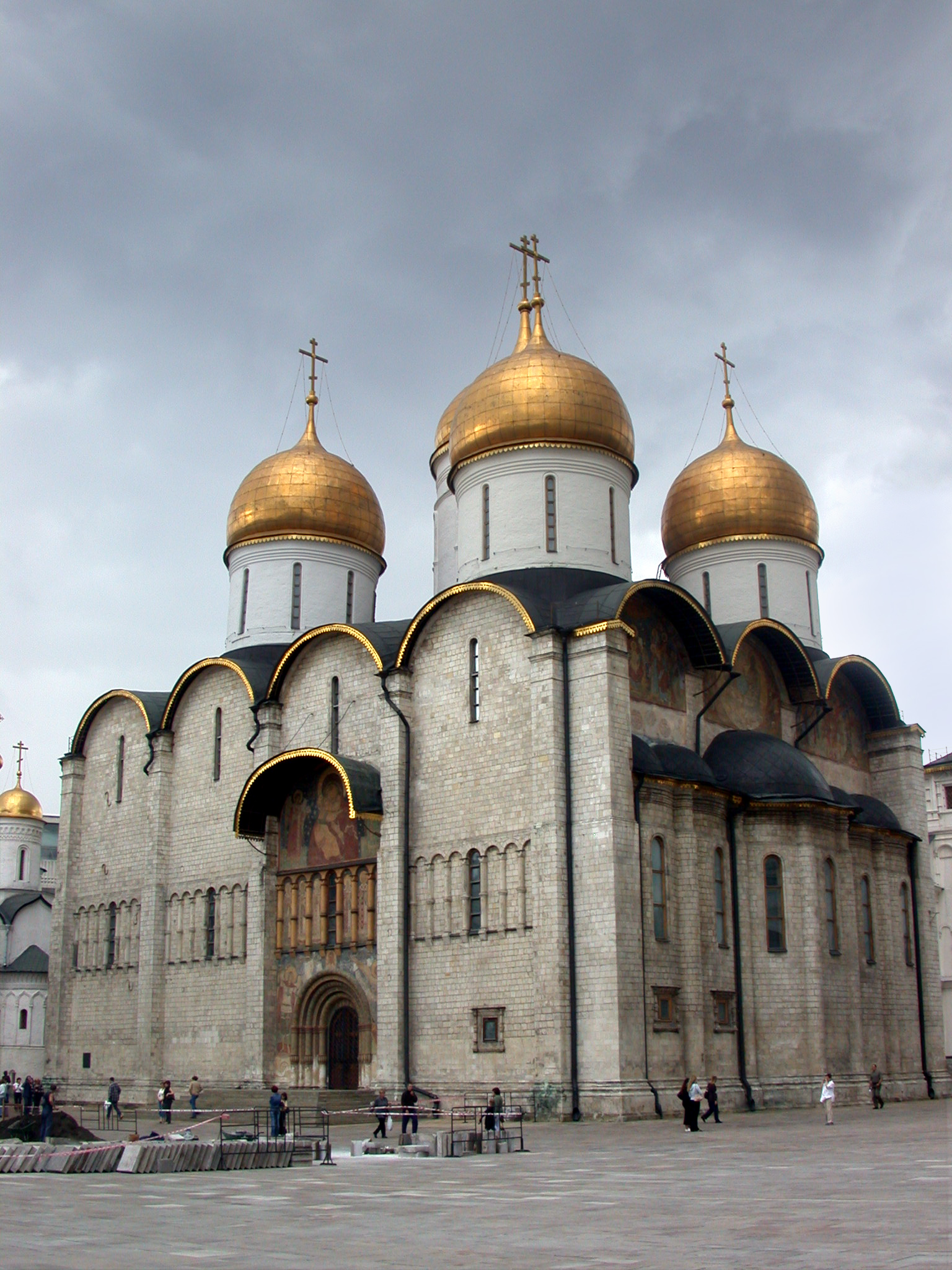
Mariä-Entschlafenskathedrale

Iwan III. modernisierte Handwerk und Künste mit Hilfe westlicher Fachleute. So leiteten italienische Architekten den Ausbau des Moskauer Kreml zum Herrschersitz für ganz Russland. Unter der Leitung von Aristotele Fioravanti wurde die Hauptkathedrale des Reiches, die Mariä-Entschlafens-Kathedrale errichtet.

## Reformen
Unter Iwan III. wurde ein Sudebnik herausgegeben, eine Gesetzessammlung. Er erschuf ein System der Verleihung von Ländereien an den Adel, der dafür Militärdienst leisten musste (Dienstadel). Dieses Prinzip war für mindestens zwei nachfolgende Jahrhunderte die Grundlage der russischen Heeresbildung. Zahlreiche neue staatliche Strukturen sind während Iwans III. Herrschaftszeit entstanden.

## Familie und Nachfolge
Iwan III. war zweimal verheiratet, seit 1452 mit Maria Borissowna (1442–1467) von Twer, mit der er den Sohn Iwan Iwanowitsch (1458–1490, auch Iwan der Junge) hatte, und seit 1472 mit Zoe Palaiologa (1448–1503; griech. Ζωή (Σοφία) Παλαιολόγου, russ. Софья Палеолог – Sofia Paleolog), die ihm den Nachfolger Wassili Iwanowitsch gebar. Iwan Iwanowitsch starb 1490 an einer rätselhaften Beinkrankheit. Einer nicht überprüfbaren Theorie zufolge hatte Sofia den Tod herbeigeführt, um ihrem Sohn Wassili den Weg zum Thron zu ebnen.
Am Ende seiner Herrschaftszeit war Iwan III. hin- und hergerissen, was die Nachfolgefrage anging. Zunächst wollte er seinen Enkel Dmitri Iwanowitsch, den Sohn Iwans des Jungen, zu seinem Nachfolger machen und organisierte für ihn 1498 sogar eine Krönungszeremonie zum Zaren. Sofia und Wassili, die an einer Verschwörung gegen diese Entwicklung beteiligt waren, fielen in Ungnade und wurden unter Hausarrest gestellt. Nach wenigen Jahren revidierte Iwan III. jedoch seine Entscheidung, ließ Dmitri ins Gefängnis werfen und bestimmte Wassili zu seinem Nachfolger. Als Wassili III. regierte er nach dem Tod Iwans III. 28 Jahre lang und setzte dessen Politik fort.